# Lobobunaea acetes
Lobobunaea acetes är en fjärilsart som beskrevs av John Obadiah Westwood 1849. Lobobunaea acetes ingår i släktet Lobobunaea och familjen påfågelsspinnare. Inga underarter finns listade i Catalogue of Life.

## Bildgalleri

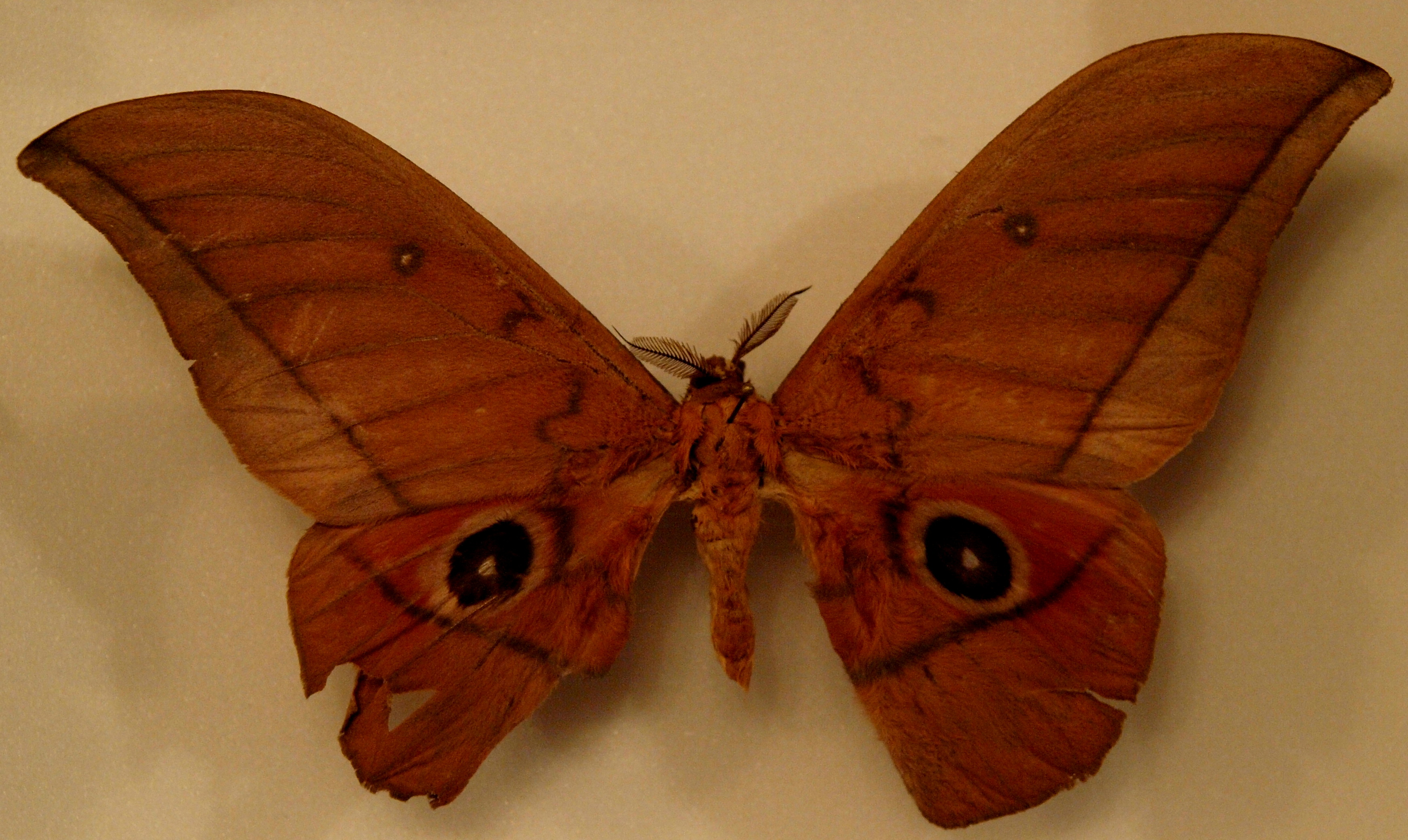